# مارتین بالتیمور
مارتین بالتیمور (به انگلیسی: Martin Baltimore) یک هواگرد ساختِ کارخانهٔ گلن ال. مارتین کمپانی در کشور ایالات متحده آمریکا است. نخستین استفاده‌کنندهٔ این هواگرد نیروی هوایی سلطنتی بریتانیا بوده‌است. این هواگرد برای نخستین بار در ۱۴ ژوئن ۱۹۴۱ میلادی مورد استفاده قرار گرفت.